# 長岡本町
長岡本町（ながおかほんまち）は、かつて新潟県古志郡にあった町。

## 沿革
- 1889年（明治22年）4月1日 - 町村制施行に伴い旧長岡城下武家屋敷地の古志郡長岡坂ノ上町、長岡観光院町、長岡王蔵院町、長岡殿町、長岡弓町、長岡台所町、長岡今朝白町、長岡袋町、長岡稽古町、長岡長町、長岡西神田町、長岡間野道町、長岡千手町、長岡荒屋敷町、長岡中千手町、長岡東神田町、長岡南千手町、長岡長柄町が合併し、長岡本町が発足。
- 1901年（明治34年）11月1日 - 古志郡長岡町、千手町、草生津町、新町、王内村と合併し、長岡町を新設して消滅。